# 鳥飼村 (大阪府)
鳥飼村（とりかいむら）は、大阪府三島郡に属した村。おおむね現在の摂津市の鳥飼各町、および安威川南町（西部除く）にあたる。

## 地理
- 河川：淀川、安威川

## 歴史
古代には近都牧のひとつである鳥飼牧（鳥養牧とも表記）が置かれていた。室町時代には鳥飼猿楽（摂津猿楽）で知られた。
- 1889年（明治22年）4月1日 - 町村制の施行により、島下郡鳥飼八町村・鳥飼上之村・鳥飼中之村・鳥飼下之村・鳥飼西之村・鳥飼八坊村・鳥飼野々村の区域をもって発足。
- 1896年（明治29年）4月1日 - 所属郡が三島郡に変更。
- 1956年（昭和31年）9月30日 - 三島郡味舌町・味生村と合併して三島町が発足。同日鳥飼村廃止。

## 経済

### 産業
農業
鳥飼ナスは鳥飼村史によると、昭和7年の収穫高は6250貫、高品質で料亭などに引き取られる。鳥飼ナスは昭和初期、大阪市内に出荷され好評を博す。鳥飼ナスは栽培に手がかかることなどから次第に栽培農家が激減し、昭和40年代には1軒だけになる。昭和60年から市が保存に乗り出し、ようやく市内でも栽培されるようになる。
『大日本篤農家名鑑』によれば鳥飼村の篤農家は「中谷芳太郎、辻隆之助、堀元七、植村恒、丹和静夫、丹羽友幸」などがいた。
商工業
明治30年（1897年）からメリヤス生地とメリヤス靴下の工場ができる。第一次世界大戦後の好況期には輸出も増大し、昭和初期が最も盛んだった。莫大小各種、靴下編立業を営む人物は「久保田良吉、松野忠太郎」などがいた。

### 地主
鳥飼村の今井喜久治は大阪府下の大地主である。

## 交通

### 鉄道路線
現在は旧村域を東海道新幹線が通過する（鳥飼車両基地が所在、ただし旧味生村域に跨がる）が、当時は未開業。

### 道路
現在は旧村域に近畿自動車道の摂津南インターチェンジが所在するが、当時は未開通。

## 出身有名人
- 今井喜久治（大地主、共同物産社長）[5]
- 井上一成（摂津市長、衆議院議員、郵政大臣）
- 井上信也（摂津市長、井上一成の弟）
- 桂雀三郎（落語家）